# GNU social
O GNU social (anteriormente conhecido como StatusNet e uma vez conhecido como Laconica) é um software livre de servidor de microblogging escrito em PHP que implementa o padrão OStatus para a interoperação entre as instalações. GNU social foi implementado em centenas de servidores inter-operantes. Implementações públicas notáveis são: quitter.se, quitter.es, quitter.no, quitter.is and gnusocial.no.
Enquanto oferece funcionalidade similar ao Twitter, o GNU social procura fornecer o potencial para comunicações abertas, inter-serviços, e distribuídas, entre comunidades de microblog. Empresas e os indivíduos podem instalar e controlar os seus próprios dados e serviços.
Em 8 de junho de 2013 foi anunciado que o StatusNet seria fundido no projeto GNU Social, juntamente com o Free Social.